# Холева (герб)
Герб Холева (пол. Cholewa) — польский дворянский герб, впервые упоминаемый в 1408 и включающий 113 родов, некоторые из которых включены в Общий гербовник дворянских родов Российской империи.

## Описание герба
Состоит из двух железных скоб, (clamry), положенных в красном поле и обращенных одна к правому, другая к левому краю щита. Разделены между собою эти скобы водружённым между ними мечом, обыкновенно острием вниз (в некоторых гербах меч бывает острием вверх). Некоторые польские геральдики фигуру этого герба объясняют заслугами одного плотника, жившего в лесах и спасшего короля Болеслава Смелого тем, что показал ему ближайшую и безопасную дорогу на неприятеля и, взяв меч у солдат, помогал преследовать и победить врага.

#### Гербовник Царства Польского
ХОЛЕВА - в красном поле меч в золото оправленный, острием вниз, между двумя скобами обращенными наружу. В навершье шлема пять страусовых перьев.
ХОЛЕВА II - в красном поле меч с золотой рукоятью острием вверх, между двумя скобами обращенными наружу. В навершье шлема три страусовых пера.

## Используют
Арцишевские (Arciszewski), Бабецкие (Babecki), Бялаховские (Бялоховские, Bialachowski, Bialochoski, Bialochowski), Боболицкие (Bobolicki), Боравские (Borawski), Боровецкие (Borowiecki), Брынницкие (Brynnicki), графы и дворяне Харчевские (Харчовские, Charczewski, Charczowski), Харкевичи (Харкевічы),  Харшовские (Charszowski), Хлудзинские (Chludzinski), Холева (Cholewa), Холевицкие (Cholewicki), Холевинские (Cholewinski), Холевичи (Cholewicz), Холевские (Cholewski), Худзинские (Chudzinski), Худзынские (Chudzynski), Цишевские (Ciszewski), Чарновские (Czarnowski), Черменские (Czermienski), Черминские (Czerminski), Данишевские (Daniszewski), Дедовичи (Dedowicz), Добросельские (Dobrosielski), Газдецкие (Gazdecki), Газецкие (Гажецкие, Gazecki), Глажевские (Glazewski), Гневковские (Gniewkowski), Гржимские (Grzymski), Каменские (Kamienski), Каминские, Китковские (Kitkowski), Китновские (Kitnowski), Клечковские (Kleczkowski), Коломыйские (Kolomyjski), Котарские (Kotarski), Крамковские (Kramkowski), Кржибавские (Krzybawski), Квасеборские (Kwasieborski), Малёновские (Malonowski), Маршевские (Marszewski), Метрашевские (Metraszewski), Мержановские (Mierzanowski), Милодровские (Milodrowski), Мочульские (Moczulski), Морачевские (Moraczewski), Морачинские (Moraczynski), Мошевские (Moszewski), Новаковские (Nowakowski), Обремские (Обрембские, Obrebski, Obrembski), Опатковские (Opatkowski), Опольские (Opolski), Папроцкие (Paprocki), Пашинские (Paszynski), Павликовские (Pawlikowski), Першкевичи (Perszkiewicz), Пешенские (Peszenski), Пеншинские (Peszynski), Петржинские (Petrzynski), Пядзевичи (Piadziewicz), Пешкевичи (Pieszkiewicz), Пшенички (Pszeniczka), Рапштынские (Rapsztynski), Роевские (Rojewski, Rojowski), Рожавские (Rozawski), Савицкие (Sawicki), Савичевские (Sawiczewski), Скарбек (Skarbek), Собешские (Sobieszczki), Соколовские (Sokolowski), Стыпницкие (Stypnicki), Шавловские (Szawlowski), Терлецкие (Terlecki), Тлухонские (Tluchonski Skarbek), Тлуховские (Tluchowski), Тытлевские (Tytlewski), Убыши (Ubysz), Уминские (Уманские) (Uminski), Велицкие (Wielicki), Вискевичи (Wiskiewicz, Wyskiewec), Закроцкие (Zakrocki), Зловодские (Zlowodzki), Жлотоводские (Zlotowodzki).
- Холева (Клямры изм., Cholewa, Klamry): Мышинские (Myszynski), Терлецкие (Terlecki).
- Холева II: Хлюдзинские (Хлюдзенские, Chludzinski, Chludzienski).